# Vol Sichuan Airlines 8633
Le 14 mai 2018, un Airbus A319 effectuant le vol Sichuan Airlines 8633, reliant l'aéroport international de Chongqing-Jiangbei à l'aéroport de Lhassa-Gonggar, en Chine, est contraint d'effectuer un atterrissage d'urgence à l'aéroport international de Chengdu-Shuangliu après la rupture en plein vol de l'un des pare-brises du poste de pilotage.
L'enquête révèle que la rupture a été causée par la défaillance d'un joint d'étanchéité et par l'infiltration d'humidité au niveau de l'alimentation électrique du système de chauffage du pare-brise. Un arc électrique, qui a généré une chaleur intense, a ensuite permis à des fissures de se répandre au niveau du pare-brise avant droit, qui, en raison de la différence de pression, s'est finalement rompu en plein vol.
L'incident est adapté au cinéma dans le film The Chinese Pilot (The Captain) en 2019.

## Avion et équipage
L'avion impliqué est un Airbus A319-133, numéro de série 4660, immatriculé B-6419 et propulsé par deux turboréacteurs à double flux IAE V2500. Il vole pour la première fois en juillet 2011 et est livré à la compagnie aérienne chinoise Sichuan Airlines le même mois. Au 14 mai 2018, l'avion enregistre plus de 19 900 heures de vol. En plus des trois pilotes, l'avion transporte également six membres d'équipage de cabine et 119 passagers.
Le commandant de bord Liu Chuanjian, âgé de 46 ans, travaille comme instructeur de vol au sein de la Force aérienne chinoise pendant dix ans avant de rejoindre Sichuan Airlines en 2006. Les deux autres pilotes sont l'officier pilote de ligne Xu Ruichen, âgé de 27 ans, ainsi qu'un autre commandant de bord présent à bord, Liang Peng.

## Déroulement du vol
Le 14 mai 2018, le vol 8633 décolle de l'aéroport international de Chongqing-Jiangbei à 6 h 25 UTC+08:00. Environ quarante minutes après le départ, alors que l'avion survole le xian de Xiaojin à une altitude de 32 100 pieds (9 800 mètres), des fissures commencent à apparaître sur la vitre avant droite du pare-brise du poste de pilotage, située juste devant le siège du copilote, qui se sépare brutalement de l'avion seulement quelques minutes plus tard, entraînant une décompression explosive,. À la suite de la décompression soudaine, l'unité de commande de vol est endommagée et le bruit extérieur rend impossible toute communication. Toutefois, les pilotes parviennent à utiliser le transpondeur pour déclarer une urgence (code 7700). L'incident s'est produit alors que l'avion survolait une région montagneuse et les pilotes n'ont pas pu descendre jusqu'aux 8 000 pieds (2 440 mètres) requis pour compenser la perte de pression de la cabine.
Environ trente-cinq minutes plus tard, le commandant de bord effectue un atterrissage d'urgence à 7 h 42 à l'aéroport international de Chengdu-Shuangliu à Chengdu, capitale de la province du Sichuan. L'avion est en surcharge lors de l'atterrissage, impliquant un temps nécessaire plus long pour s'immobiliser et l'éclatement des pneus de l'appareil.
Malgré le port de sa ceinture de sécurité, le copilote Xu Ruichen est partiellement aspiré hors de l'avion lors de la décompression explosive. Il subit des écorchures au visage, une légère blessure à l'œil droit et une entorse au poignet. L'un des agents de bord, Zhou Yanwen, subit également une blessure au poignet et a reçu des soins. En raison de la conception isolante de l'Airbus A319, la température n'a pas baissé immédiatement pour les passagers, malgré l'exposition du cockpit à l'environnement extérieur, les épargnants des blessures liées au froid extrême. L'équipage est resté conscient et n'a pas souffert d'asphyxie ni d'engelures. Aucun autre membre d'équipage ou passager n'a été blessé,.

## Enquête
L'incident fait l'objet d'une enquête menée par l'Administration de l'aviation civile de Chine (CAAC) et accompagnée par des représentants d'Airbus, de Sichuan Airlines ainsi que du Bureau d'enquêtes et d'analyses pour la sécurité de l'aviation civile (BEA) français. Le 2 juin 2020, après plus de deux ans d'enquête, le rapport final est publié. 
La cause de l'accident réside dans l'endommagement d'un joint d'étanchéité sur le côté droit du pare-brise en raison d'une infiltration d'humidité. Les changements fréquents de température au décollage et à l'atterrissage ont entraîné d'autres dommages aux couches du pare-brise en raison de la différence de pression, aboutissant finalement à son éclatement en plein vol.
De plus, il s'est avéré que les problèmes de commandes de vol rencontrés par l'équipage avaient pour origine l'ouverture de la porte du cockpit, qui est conçue pour empêcher une différence de pression entre le cockpit et la cabine. Cependant, lors de la décompression explosive, l'ouverture brusque de cette porte a entraîné le dysfonctionnement de 17 disjoncteurs situés derrière le siège du copilote, entraînant la perte des différents systèmes qui y été liés.

## Conséquences

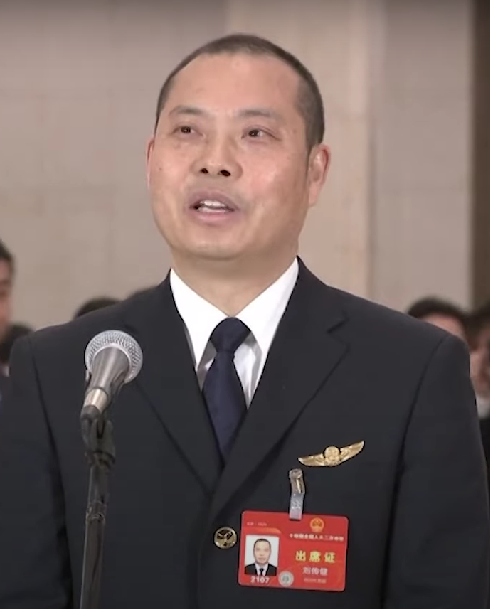
Liu Chuanjian, le commandant de bord du vol 8633.

Après l'incident, l'équipage du vol 8633 est salué en héros par les médias et le commandant de bord Liu Chuanjian reçoit une récompense de cinq millions de yuans (environ 660 000 euros) en juin 2018.
L'équipage et les pilotes continuent de travailler pour Sichuan Airlines et la compagnie aérienne continue de maintenir le vol 8633 en service sur la même route. L'avion a été réparé et remis en service en janvier 2019.

## Dans la culture populaire
L'incident est adapté au cinéma dans le film The Chinese Pilot (The Captain), réalisé par Andrew Lau. Le film, sorti lors du 70e anniversaire de la république populaire de Chine en 2019, se classe premier à trois reprises au box-office dans le pays.
L'accident a fait l'objet d'un épisode dans la série télévisée Air Crash nommé « Chaos en cabine » (saison 23 - épisode 6).